# VI.BE
VI.BE is een vereniging zonder winstoogmerk, die zich opwerpt als “het steunpunt voor artiesten en muzieksector in Vlaanderen en Brussel”.
De vzw is de opvolger van Poppunt, het vroegere aanspreekpunt voor beginnende tot semi-professionele muzikanten, dj’s en producers uit pop, rock, dance en aanverwante genres. Poppunt won de Vlaamse Cultuurprijs voor Muziek in 2008 en 2014. Eind december 2018 gaf de Vlaamse Regering groen licht om de opdracht van Poppunt uit te breiden. Sindsdien kunnen zowel beginners, professionele artiesten als muzieksector bij de organisatie terecht voor ondersteuning – ongeacht hun muziekgenre. In 2020 veranderde de organisatie haar naam naar VI.BE.

## Doelstellingen
VI.BE heeft als missie "het versterken van artiesten in een gezond muziekklimaat". Dat doet het door kennis en informatie beschikbaar te stellen, samen met diverse spelers in het muziekveld projecten op poten te zetten, netwerking en overleg te ondersteunen, en zo kansen te maximaliseren voor muzikaal talent.

## Doelgroep
De organisatie richt zich tot al wie actief met muziek bezig is, van beginnende artiesten tot professionals in het muziekveld.

## Projecten

### Sound Track
Samen met Clubcircuit, AB en de Brusselse Jeugdhuizen organiseert VI.BE in 2019-2020 de eerste editie van Sound Track, een tweejaarlijks “groeiparcours voor artiesten met ambitie”. Het project is de opvolger van de provinciale pop- en rockconcoursen, waaronder Westtalent en Limbomania. Sound Track bekroonde onder meer Meskerem Mees, Meltheads en BLUAI als laureaten en is in 2023-2024 aan haar derde editie toe.

### Lokale Helden
Op 30 april 2015 organiseerde Poppunt de eerste editie van Lokale Helden. Met dit project stimuleerde Poppunt iedereen in Vlaanderen en Brussel om op 30 april 2015 lokaal muzikaal talent een podium te geven. Zo werden op één dag 1.081 podiumplaatsen gecreëerd voor meer dan lokale 800 bands en dj’s. Poppunt won hiervoor de Vlaamse Cultuurprijs voor Amateurkunsten 2014. Voor de tweede en derde editie – in 2017 en 2018 – werkte Poppunt samen met de coöperatieve vennootschap Cera. Op drie edities tijd wist Lokale Helden in 4 op de 5 Vlaamse en Brusselse gemeenten lokaal muzikaal talent een podium te geven.

### Stoemp!
Poppunt organiseerde ‘Stoemp! Brusselse Caféconcerten’ voor het eerst in 2009. Er werd een circuit opgezet van 10 typisch Brusselse cafés waarin jong talent en gevestigde waarden op het podium aan bod konden komen in kleine of akoestische bezetting, in een intieme en gezellige sfeer. Sindsdien organiseerde Poppunt (nu VI.BE) twee keer per jaar een Stoemp!-concertreeks. In 2019 viert Stoemp! zijn tienjarig bestaan.

### MIA's
De Music Industry Awards zijn de Vlaamse muziekprijzen die jaarlijks worden uitgereikt door de VRT en VI.BE.

### Week van de Belgische muziek
Wegens de toenmalige corona-maatregelen kon de uitreikingsshow van de MIA’s in 2021 niet doorgaan. In plaats daarvan organiseerden de VRT en VI.BE de Week van de Belgische muziek. Over het hele land werden initiatieven opgestart ter ondersteuning van de muzieksector, die zwaar getroffen was door de coronacrisis. Een week lang stonden media in het teken van Belgische muziek. Na een succesvolle eerste editie kreeg de Week een vervolg in 2022 en 2023.

### Belgium Booms
Onder andere met het initiatief 'Belgium Booms' ondersteunt VI.BE artiesten en hun omkadering bij het uitbouwen van een duurzame internationale carrière.

### Van Muzikantendag naar Poppunt Sessions
Muzikantendag is het eerste landelijk evenement dat door Poppunt werd georganiseerd. Het evenement werd tot 2008 jaarlijks georganiseerd in de Ancienne Belgique in Brussel (vanaf dan tweejaarlijks, afwisselend met Play & Produce). Gedurende deze dag kunnen pop- en rockmuzikanten workshops en infosessies bijwonen en demofeedback krijgen op hun nummers. SOUND/CHECK, de opvolger van Muzikantendag, werd in 2015 geannuleerd naar aanleiding van de verhoogde terreurdreiging. Vervolgens organiseerde Poppunt vier SOUND/CHECK Sessions in 2016 en vier Poppunt Sessions in 2017.

### Play & Produce
Play & Produce is een dag die volledig in het teken staat van dj’s en producers. Er worden workshops en masterclasses georganiseerd, men kan feedback krijgen op mixtapes en tracks van professionals uit de sector, er is een gearbeurs, enz. De eerste editie werd in 2008 georganiseerd in de Vooruit in Gent, omdat Poppunt merkte dat deze doelgroep van dj’s en producers een informatienood had waar nog geen antwoord op bestond. Het evenement werd een groot succes en wordt sindsdien tweejaarlijks, afwisselend met Muzikantendag, georganiseerd.

### VI.BE-scriptieprijs
Tussen 2005 en 2019 organiseerde Poppunt jaarlijks de Popthesisprijs: een geldprijs met studiedag voor de beste universiteitsthesis die handelt over popmuziek of het brede muzieklandschap. In 2010 was er voor het eerst ook een aparte prijs voor de hogeschoolstudent met het beste eindwerk. De bedoeling van deze prijs was om onderzoek naar popmuziek en de popmuzieksector te stimuleren en te ontsluiten naar muzikanten, de muzieksector, overheden en onderzoekers die een thema verder willen uitdiepen. De prijs heet sinds 2020 de VI.BE scriptieprijs.

### BE For Music
BE for Music is de naam van een engagement dat Clubcircuit, Club Plasma, Court-Circuit en Poppunt (nu VI.BE) aangaan om te werken aan een beter Belgisch muzieklandschap en om iets te doen aan de ietwat absurde situatie waarbij Vlaamse artiesten het zuiden van het land zowat als buitenland zijn gaan beschouwen, en omgekeerd. Onder deze vlag engageren de vier organisaties zich om actief aan de uitwisseling van talent en knowhow te werken over de taalgrens heen.

### Excite
Excite staat voor Exchange of International Talent in Europe, en is een samenwerking tussen negen organisaties die zich inzetten voor jong talent uit evenveel landen: Denemarken, Schotland, Nederland, Luxemburg, Duitsland, Zweden, Noorwegen, Finland en België. Het uitwisselingsproject stuurt beloftevolle bands naar toonaangevende clubs en festivals in het buitenland, om hen daarna weer huiswaarts te sturen met pakken ervaring en een stevige carrièreboost.

### Popfolio
Met Popfolio (2008 en 2010) wou Poppunt wijzen op het belang om als band ook aan beeld- en imagovorming te denken. In dit project werden jonge bands in contact gebracht met copywriters, cineasten, fotografen en grafici en ontwikkelden ze samen -met een beperkt creatiebudget- een nieuw portfolio. In een slotshow werd het beste Portfolio gekozen en werden er ook prijzen uitgereikt in iedere deelcategorie (tekst, foto, video en art).

### Jonge Helden
In het najaar van 2006 liet Poppunt Raymond van het Groenewoud samenwerken met 10 jonge artiesten. Zij namen allemaal een nummer van de muzikant onder handen, dat op cd terechtkwam. Tijdens een slotshow, die uitgezonden werd op Radio 1 en Canvas, werd hulde gebracht aan Raymond en z’n Jonge Helden. De eerste -en voorlopig enige- reeks Jonge Helden bestond onder andere uit Headphone, Members of Marvelas, Mira, Black Box Revelation, The Violent Husbands, Balthazar en Cream & Spices.

### 100% Puur
Met 100% Puur begeleidde Poppunt, samen met de 5 Vlaamse provincies en de VGC, gedurende twee jaar de finalisten van de provinciale pop- en rockconcours. Dit deden ze door omstandigheden te creëren die het extra aantrekkelijk maken voor organisatoren om deze bands te boeken: van gratis promotie tot financiële support. Daarbij waakte Poppunt ook over de kwaliteit van de speelkansen. Poppunt organiseerde 1200 speelkansen, verspreid over 6 edities van 100% Puur. De laatste editie vond plaats in 2012-2013.

## Media en publicaties

### Website
De website VI.BE is de plek waar men advies kan inwinnen over thema's als auteursrecht, het maken van een cd, rechtsvormen, geld verdienen, subsidies, contracten, enz. Er verschijnen regelmatig filmpjes en interviews met artiesten, nieuwsartikels over trends in de muziekindustrie, enz. Muzikanten en bands kunnen er zoekertjes plaatsen. Het is de opvolger van poppunt.be.

### Platform
vi.be (voorheen Demopoll) was het communityplatform van Poppunt waar dj’s, producers, bands, soloartiesten, organisaties en muziekliefhebbers elkaar konden treffen, muziek en filmpjes konden posten en speelkansen en airplay konden krijgen. Sinds de start in september 2008 groeide de site uit tot een plek waar de grootste Vlaamse pop- en rockconcours hun inschrijvingen laten lopen en waar startende artiesten speelkansen veroveren op de grootste festivals. Sinds de naamsverandering van Poppunt naar VI.BE is het platform een onderdeel van de VI.BE website.

### Poppunt Magazine
Het Poppunt Magazine verscheen driemaandelijks en bood een diverse waaier aan informatie voor bands, dj’s, muzikanten, producers en de professionele muzieksector. Het magazine was gratis te vinden in de belangrijkste muziekwinkels in Vlaanderen en Brussel, de grootste muziekcentra en popscholen, repetitiekoten, demostudio’s en jeugdhuizen.

### Poppuntgids
De Poppuntgids is de meest complete wegwijzer voor elke muzikant en dj. Van tips over de aankoop van instrumenten of gear tot complexe onderwerpen als belastingen, sociale zekerheid, buitenlandse btw of het kunstenaarsstatuut: op tal van vragen waar zowel beginnende als gevorderde artiesten mee te maken krijgen, biedt de Poppuntgids een antwoord in helder en verstaanbaar Nederlands.

### Brochures
De afgelopen jaren publiceerde Poppunt een aantal brochures die ook online te doorbladeren (en te bestellen) zijn. Ze behandelen thema's als ‘Concerten, fuiven, festivals organiseren’; ‘Opnemen van een cd in eigen beheer’; ‘Platencontracten’; ‘Muziekuitgave en auteursrechten’, enz..

### Read Between the Lines
In het kader van de jaarlijks georganiseerde Popthesisprijs legde Poppunt een online bibliotheek aan met alle thesissen die reeds werden ingediend. De drie beste werken worden telkens samengevat onder de noemer ‘Read between the Lines’. In 2020 organiseerde VI.BE voor het eerst de VI.BE scriptieprijs, als opvolger van de Popthesisprijs.